# Велика Волосянка

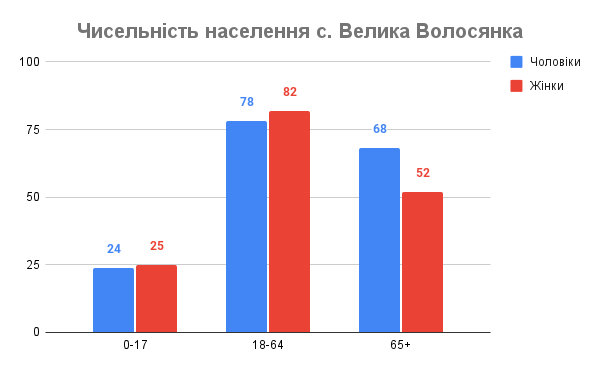
Чисельність населення с. Велика Волосянка, 2021.

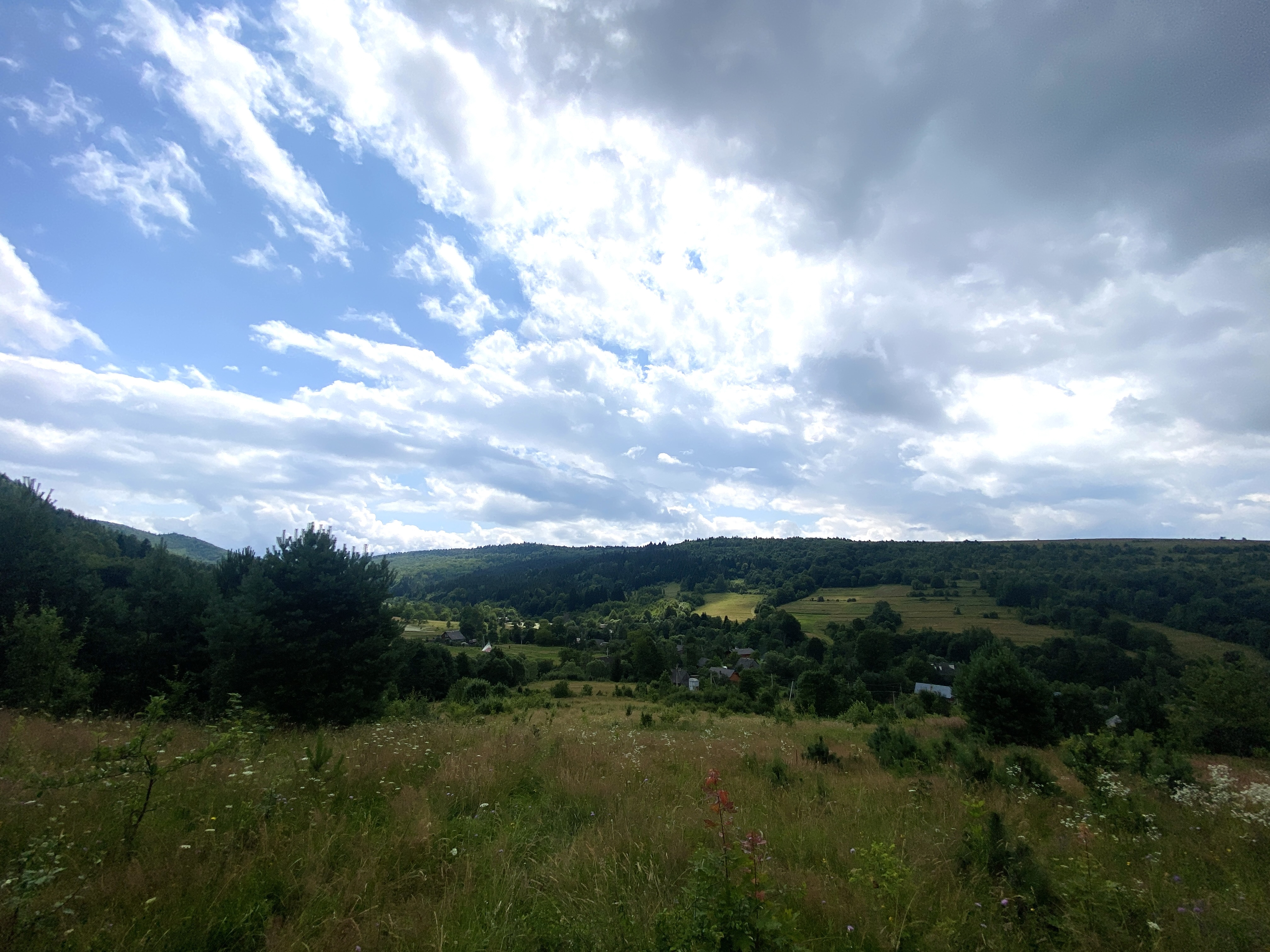
Село Велика Волосянка, Стрілківська громада. Світлина зроблена в рамках проекту "БойкоМандри", 2023.

Вели́ка Волося́нка — село в Україні, у Самбірському районі Львівської області. Населення становить 329 осіб (станом на 2021 р.). Орган місцевого самоврядування - Стрілківська сільська рада.

## Географія
Через село тече річка Волосянка.
Інвентар 1760 р.: "Великий ліс на схід, зветься Бердо, в ньому буки та ялиці. Ліс на півночі, який називається Котельниці, містить ялицю, бук і ліщину".

## Історія

### Королівство Польське таВелике князівство Литовське, Руське і Жемайтійське(1385-1569) та Річ Посполита (1569-1772)
Село засноване на сирому корені на волоському праві 1556 р., а перша письмова збережена згадка датується 1559 р. - привілей короля Сигізмунда Августа Тимкові Кушмєту і його братам на заснування с. Велика Волосянка біля однойменної річки з наданням земельних ділянок, можливістю будувати млин та зобов'язанням щорічно відбувати необхідні повинності та нести військову службу.
В рукописі Ossol. № 2837 на ст. 99 читаємо:
"A. 1559. Privilegium Sigismundi Augusti Provido Tymkoni Kuszmiętha et fratribus illius locandi villam ad rivum Wołosianka major eodem nomine appellandan, datum.
In qua ad seultetiam duae areae integrae in ipsa villa et unu laneus agri in fundo dictae villae cum facultate in dicto rivo Wołosianka molendinum extruendi, fructuque percipiendi cum columbatione utraque annali, cum tribus diebus laboratilibus subditorum quolibet anno scultetii adjunguntur.
Ratione quolibet scultetus onera solita subire et expeditonem bellicam obire obligatur".
Непрофесійний переклад: "1559 рік. Привілей Сигізмунда Августа Тимконі Кушмєту і його братам заснувати село біля річки Волосянки з такою ж назвою.
У цьому селі їм було надано право мати дві повні ділянки (цілі області) в межах села і одну смугу орної землі в нижній частині згаданого села, з можливістю побудувати млин на річці Волосянка і приймати його продукцію разом з правом лову голубів. Крім того, щороку до скультету (старости) прикріплюються три робочі дні суб’єктів.
На підставі цього привілею кожен скультет (староста) зобов’язаний щорічно нести звичайні тягарі та відбувати військову службу".
За часів Речі Посполитої належала до дібр королівських, країни волосянської, в економії самбірській.
В люстрації 1886 р. (Rkp. Ossol., Nr 1255, str. 121) читаємо: "Те cело має лану 12 1/2, між ними гайдуківського 1/2, попівського 1, війтівських 3. Повинності в цьому селі: ця країна з лану осілого до ключа мединецького (medynieckiego) дає робітників 4, раз в рік на цілий тиждень, пішки або за замовленням. Дерево однокубове з лану до замку повинні надати (odwieżć). Предмети: цистерна (ciosanicę) одна, дві лати і дві копи ґонту.
Те дерево на будинки замкові або фільваркові повинне обертатися (obracać). Якби однак такого дерева для позначених будинків замок не потребував, платити за них буде громада по 2 злотих з кожного лану. Та ж країна з двадцяти лані присилає одного теслю до солеварень котовських (żup kotowkich), дає від св. Войцеха до св. Мартина на роботу тих, які в цей час не працюють. Орендна плата (Czynsze) на св. Михаїла належить: З хліба (Z chlebników), скільки їх можна знайти в тому чи іншому році, платиться з кожного по 5 грошей. З лану (Stróżnego z łanu) плата по 15 грошей. Żerowazczyzny з лану кожного пляцу на рік по 1 злотому 10 грошей..."  Далі в документі описуються детально всі інші податки, які зобов'язане сплачувати село.
В інвентарю 1760 (Rkp. Os., Nr 1632, str. 69) читаємо: 
"Ta wieś osiadła na łanach 12. Videlicet sianych łanów 1 1/2, koszonych 2, pustych 8 1/2.
Z osobna hajduckiego pustego 1 2, wójtowskich łanów 3, popowski 1.
Chlebnika ad praesens znajduje się 23. Czynsze tej wsi wymienione szczegółowo wynoszą 92 zł. 17 gr. Ad haec z wójtowstwa czynszu należy do skarbu 24 zł Lasy tej wsi Las od wschodu słońca, duży, na zwany Berdo, w nim buczyna i jedlina. Las na północ, nazwany Kotelniczy, w nim jedlina, buczyna, leszczyna.
Wójtowstwa w tej wsi Posesorowie, panowie Hrehory, Michał, Jan, Bazyli Pasławscy; Jan, Hrehory Wołosiańscy Szołogunowie prawo produxerunt, vigore którego onera fundi wszelkie ponosić tenentur.
Żaliła się gromada, że ksiądz Teodor, duchowny tamtejszy, odebrał im łaz Szpiczyt nazwany, także łaz Chyłowy, tudzież inne pola przeoruje.
Taż gromada skarży się na p. Wołosiańskiego, posesora wójtowstwa, że im odebrał łaz Pilipowy zwany i drugi Dubaniówka, tudzież i inne grunta.
O co taż gromada ma pozwać do zamku Samborskiego tego p. Wołosiańskiego. Lu. Dz. ".
Непрофесійний переклад: "Громада скаржилася, що отець Теодор, місцевий священик, забрав у них Лаз, званий Шпіцит, також Лаз Хиловий, і орав інші поля. Та сама громада скаржилася на пана Волосянського, власника війтівства (posesora wójtowstwa), що він відібрав у них лаз Пилипів і інший, званий Дубанівка, а також інші земельні ділянки. На що ця група має скаржитися до замку Самборського щодо цього пана Волосянського". 

### Габсбурзька монархія та Австро-Угорська імперія (1772-1914 рр.)
У 1874 р. в селі побував Іван Франко, який на той час, ще будучи школярем, влаштував для себе першу туристичну мандрівку бойківськими селами.

### Під польською окупацією (1919-1939 рр.)
На околиці села Велика Волосянка можна побачити залишки шахт, нафту з яких видобували тут у 30-х роках минулого століття.

### Друга світова війна та Національно-визвольні змагання (1939-50-ті рр.)

#### Наскок на стрибків і спецбоївку МВД 1949 р.
1. 5. 1949 р. о 21 год. підвідділ X. в повному складі під командою чотового ст. віст. Ч. зробив наскок на стрибків і спец-групу МВД в с. Волосянка Вел., р-н Стрілки, обл. Дрогобич. Ворожі сили 6 стрибків під командою ст. лейтенанта. 
Ст. віст. Ч., перепровадивши розвідку, що в цьому селі знаходяться активна група стрибків і спецбоївка з новоприбулим оперативником, підсувається ввечері потоком до села. У хвилині переходу, біля однієї хати, побачили на побережжі большевика. До нього підсунувся віст. X. з запитом, хто є? на що большевик відповів вистрілом ракети. На команду «вогонь» «вперед» пвд кинувся на большевиків з вогнем і окликом «слава». Була це спецбоївка МВД, що почала панічно втікати. 
Під час бою запалилася хата, стрільці загасили вогонь. Звідси пвд подався в напрямі, де квартирували стрибки. У віддалі 15 м. від хати стояв на стійці командант стрибків, що почав стримувати пвд словами «кто йдьот». Чот. Ч. заговорив до нього по російськи «свой», підійшов до нього, відобрав кріс і пішов до будинку, забираючи полоненого. 
В будинку ще не було стрибків, які, почувши бій в селі, порозбігалися. Команданта стрибків, який був активним аґентом МВД, розстріляно, а на грудях залишено відповідну картку. 
Опісля роззброєно інших стрибків, але їх звільнено. Після акції пвд відійшов в своєму напрямі. 
Ворожі втрати: 5 вбитих, 2 ранених. Убиті — ст. лейтенант, З рядових емведистів і командант стрибків комсомолець-аґент. 
В повстанців втрат не було. 

Здобуто один кріс і 150 штук амуніції (не здобуто більше тому, що емведистів побито на городі в кущах, де пвд не робив розшуків).

### Незалежність (з 1991 р. - по сьогодні)
У липні 2023 р. у селі відбулася усноісторична практика студентів 2-го курсу бакалаврської програми “Artes Liberales: Історія” Гуманітарного факультету УКУ у рамках якої студенти опитували місцевих жителів щодо досвіду співжиття різних національностей в ХХ ст., дитинство в УРСР 1950-60-х рр. та ставлення до радянізації та колективізації в другій пол. 40-х - поч. 50-х рр. на західноукраїнських землях.
У 2023 р. село ввійшло до мережі історико-туристичних маршрутів "БойкоМандри", яка створюється за підтримки УКФ та Стрілківської територіальної громади. 

## Населення
У 1890 р. було 81 дім, 467 жителів: 449 греко-католиків, 1 римо-католик, 17 юдеїв (465 русинів, 2 поляки).
У 1938 р. в селі проживало 670 греко-католиків (парафія - 1233 греко-католики), 5 римо-католиків, 30 юдеїв.

## Церква Святого Миколи

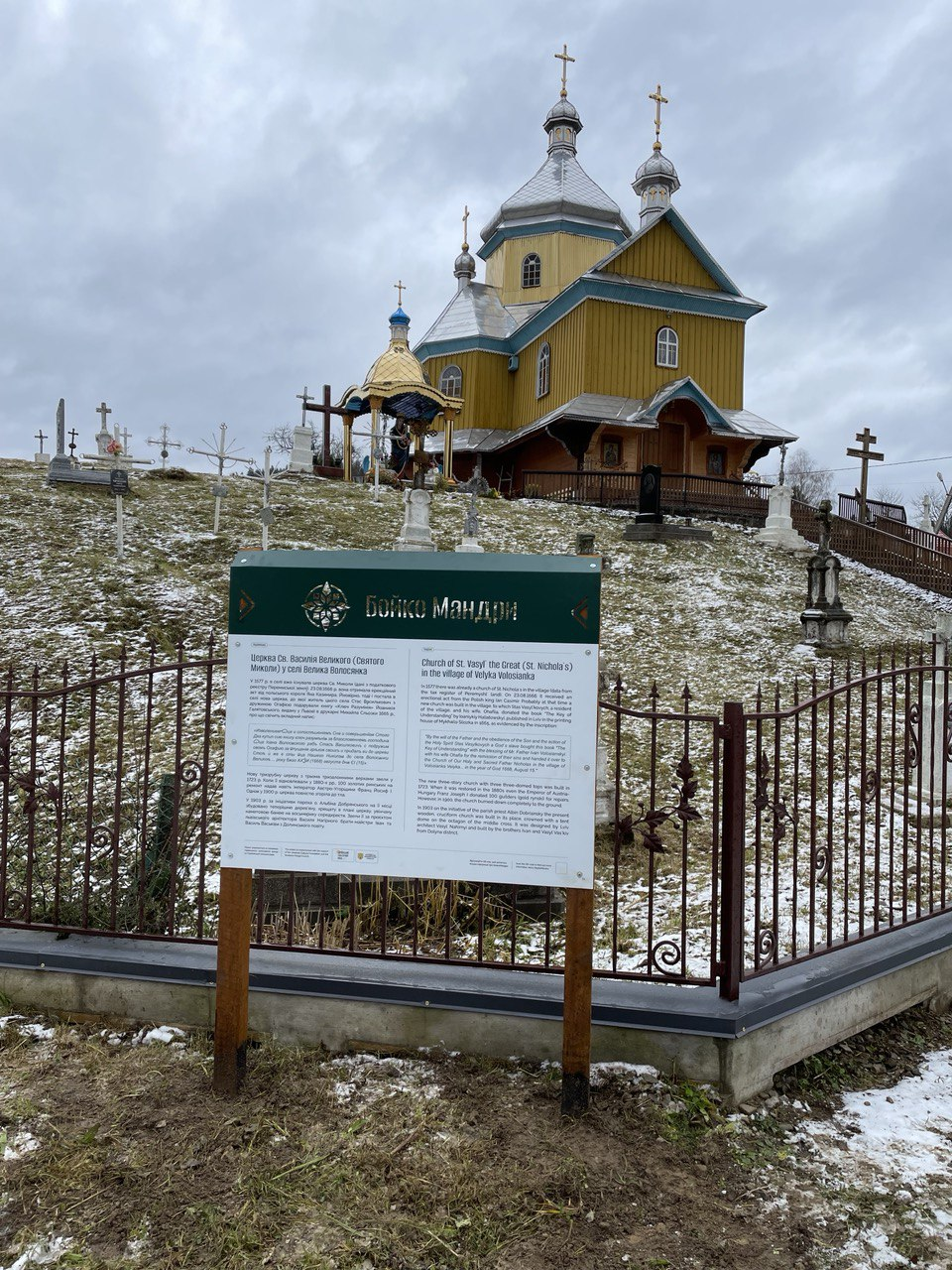
Велика Волосянка. Стенд "БойкоМандри" біля Церкви Св. Миколая

Перша згадка про церкву Св. Миколи походить з податкового реєстру Перемиської землі 1577 р.

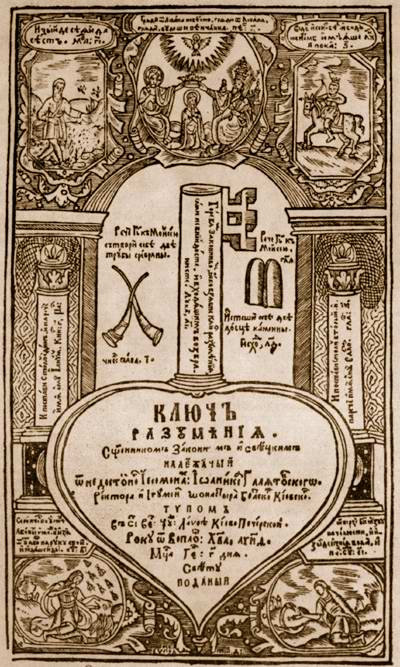
Гравюра титульного листа книги Йоаникія Галятовського "Ключ разумінія", 1659.

Ерекційний документ парафії виданий 23 серпня 1666 р. від короля Яна Казимира. Ймовірно, тоді і постала в селі нова церква, до якої подарував книгу "Ключ Разумінія" Йоаникія Галятовського, видану у Львові в друкарні Михайла Сльозки 1665 р. мешканець села Стас Василькович з дружиною Огафією. Про це сповіщає вкладний напис: "Изволением Ѿца и сопоспѣшеніемъ Сна и соверьшенїем Стого Дха купил сию книгу ключ разумѣнїѩ за блгословеннемь господина Ѿца Іоана Волосѩского рабъ Стасъ Василковичъ с подружим свомъ Огафию за ѿпущеніе грѣхов своихъ и придалъ еи до церкви Стоѣ и же в сты ѿца Нашего Николаѩ до села Волосѩнки Великоѣ ... року бжго АХѮИ (1668) августа днѩ ЄІ (15)".
Нову дерев'яну церкву звели 1723 р. на місці давнішої. Це була тризрубна триверха церква з трома тризаломними верхами.
В акті візитації її 1766 р. зберігся опис: "Церква Св. Миколи з древа частково тесаного в кістку, а частково коленого в 1723 році на старому місці виставлена з трьома верхами, кожен з двома заломами. Двері від заходу. Вікон у наві від півдня два, у вівтарі зі сходу одне і з півдня два. Дзвони у верху над бабинцем".
До 1842 р. - дочірня церква парафії Св. арх. Михаїла с. Волосянка Мала.
У 1880-х рр. її відновлювали, на що кошти - 100 золотих ринських 1881 р. надав навіть імператор Австро-Угорщини Франц Йосиф І.
Та, на жаль, 1900 року ця церква згоріла до тла, а 1903 р. на її місці збудували теперішню дерев'яну хрещату в плані церкву, увінчану наметовою банею на восьмерику середхрестя. Звели її за проєктом львівського архітектора Василя Нагірного майстри - брати Іван та Василь Васьківи з Долинського повіту (напис на брусі під підлогою вівтаря). Ці ж брати Васьків збудували церкву у Волосянці Малій тепер Турківської громади. Ініціатором будівництва був парох о. Альбін Добрянський. 
До 1946 р. - матірна церква парафії Св. Миколая (до 1946 р. входила дочірня церква с. Волосянка Мала), Старосамбірського деканату Перемишльсько-Самбірсько-Сяницької єпархії УГКЦ.
У 1946 р. після ліквідації УГКЦ радянським режимом парафія с. Велика Волосянка стала належати до Російської православної церкви. 
Від 1961 по 1989 рік церква стояла зачиненою.
Після відкриття у 1989 р. парафія належала до Російської православної церкви, з 1992 р. - УПЦ КП, греко-католики до служіння не допускаються.
У 1990 р. громада провела ремонт церкви. Про відновлення в цей час іконостасу свідчить напис фарбою на задній стіні "Реставрували іконостас М.І. Кудля, М.М. Курій, І.М. Кудля с. Ясениця Замкова 1990 р.". 1994 р. звели нову дзвіницю.
Розташована на пагорбі над сільською дорогою в південній околиці села. Довкола церкви на схилах гори - сільський цвинтар. 
Церква - хрещата однобанна орієнтована будівля, зведена зі смерекових брусів на кам'яному підмурівку. До квадратової нави прилягають гранчастий вівтар, укорочені гранчасті бічні рамена та прямокутний бабинець. При вівтарі з двох боків розташовані невеликі прямокутні захристії. Наву вінчає наметова баня зі сліпим ліхтарем і маківкою, посаджена на світловий восьмерик. Вівтар і бічні рамена вкриті п'ятисхилими дахами, а бабинець - двосхилим причілковим дахом з острішком. Їх гребені на кінцях увінчані маківками. Церкву оперізує піддашшя, оперте на профільовані випусти зрубів, яке на чільному західному фасаді утворює двосхилий дашок над входом. Стіни надопасання ошальовані вертикально дошками і лиштвами та завершені профільованим ґзимсом, прорізані напівциркульно завершеними вікнами. В інтер'єрі нава розкрита до зеніту куполу, в бічних раменах і вівтарі - зімкнені склепіння, а в бабинці - пласка стеля. Нава об'єднана з раменами високими лучковими арковими прорізами. Хори, оперті на випусти, тягнуться в бабинці вздовж трьох стін. Стіни - відкритий немальований зруб, що створює особливо урочисту атмосферу. 
1922 року в церкві встановили новий іконостас з іконами пензля маляра Іллі Децика з Самбора. Зберігся його підпис на пределах: "Децык, 1922". Це чотириярусний іконостас на арці, різьблений і золочений, з традиційною програмою. Ікони академічного письма з елементами візантинізму. В запрестольному вівтарі - ікона "Св. Микола" XVIII ст. Також у вівтарі збережена ікона Богородиці XVI ст.
На південний схід від церкви стоїть дерев'яна двоярусна дзвіниця. Нижній ярус її зрубний, квадратовий в плані з ґанком з південного боку. Другий ярус, відділений від першого піддашшям, опертим на профільовані випусти вінців зрубів, восьмибічний, стовповий, вкритий восьмибічним наметом, увінчаний сліпим ліхтарем з маківкою. 
Церква у Волосянці Великій належить до кращих дерев'яних сакральних споруд в неоукраїнському стилі Старосамбірщини.  
Плебанія дерев'яна, збудована у 1889 р. Церкві не передана (після конфіскації радянським режимом).  

### Священики, які обслуговували громаду, та їх уряди
| Ім'я                                   | Рік початку служіння | Рік завершення служіння | Уряд  |
| -------------------------------------- | -------------------- | ----------------------- | ----- |
| Гвоздецький Іван (греко-катол.)        | 1842                 | 1878 (помер)            | парох |
| Ясеницький Северин (греко-катол.)      | 1878                 | 1894                    | парох |
| Трешневський Михайло (греко-катол.)    | 1894                 | 1895                    | адм.  |
| Добрянський Альбін (греко-катол.)      | 1895                 | (1939)                  | парох |
| Бень Василь (перейшов до РПЦ)          |                      | (1946)                  | наст. |
| РПЦ                                    |                      | 1961                    |       |
| закритий                               | 1961                 | 1989                    |       |
| Грица Ярослав (РПЦ)                    | 1989                 | 1995                    | наст. |
| Бандура Володимир (перейшов до УПЦ КП) | 1995                 |                         | наст. |

## Відомі мешканці

### Народились
- Паславський Іван Васильович — провідний науковий співробітник, кандидат філософських наук.

## Туристичні комплекси
- Еко-садиба "Каскад". С. Велика Волосянка, вул. Центральна, 23. Окрім комфортних євро-номерів з панорамними вікнами та терасами, є сауна, альтанки з мангалами, водоспад і каскад озер, клумба з суницею, невелика еко-ферма. Неподалік джерела з мінеральними водами «Нафтуся», «Содова», «Срібно-Кремнієва».[21][22]
- Еко-садиба "Бескиди". с. Велика Волосянка, вул. Центральна, 132. Триповерховий дерев’яний будиночок на 7 номерів (до 20 місць), зі ставком, альтанками, мангалом, дитячим майданчиком, батутом, сауною на території.[23]
- Модульний будинок.